# Stenton
Stenton ist eine kleine Ortschaft in der schottischen Council Area East Lothian. Sie liegt im dünnbesiedelten Nordosten der Region an den nordwestlichen Ausläufern der Lammermuir Hills. Die Städte Haddington und Dunbar liegen neun Kilometer westlich beziehungsweise sieben Kilometer nordöstlich. Am Nordostrand der Ortschaft befindet sich die Heilquelle Rood Well, die als Denkmal der höchsten schottischen Denkmalkategorie A eingestuft ist.

## Geschichte
Die Ursprünge der Ortschaft können bis um das Jahr 1500 zurückverfolgt werden. Die landwirtschaftlich geprägte Ortschaft entstand somit noch vor der Agrarrevolution und zahlreiche der effizienzsteigernden Neuerungen wurden dort nicht umgesetzt. Auf Grund der gut erhaltenen Gebäude und Strukturen ist Stenton sowohl von architektonischem wie auch von historischem Wert und wurde deshalb 1969 als Outstanding Conservation Area klassifiziert. Ein wöchentlich zwischen 1681 und 1862 abgehaltener Viehmarkt unterstreicht die landwirtschaftliche Bedeutung Stentons.
Stentons Geschichte ist eng mit den umliegenden Herrenhäusern Rushlaw House und Whittingehame House, beziehungsweise zuvor Whittingehame Tower, verknüpft. Des Weiteren liegt Stenton im Einzugsbereich des um 1650 errichteten Biel House.
Vom Januar 1939 bis zum September 1941 war im Whittingehame House die Whittingehame Farm School untergebracht, eine Ausbildungsstätte für Kinder und Jugendliche, die mit den Kindertransporten nach Großbritannien gekommen waren.
Nachdem im Jahre 1861 noch 692 Einwohner in Stenton gezählt wurden, sank die Zahl bis 1881 auf 594 ab. Zur Zeit der Zensuserhebung 1961 lebten 114 Personen in Stenton. Im Laufe der folgenden Jahrzehnte stieg die Einwohnerzahl auf 200 im Jahre 1991 an.

## Geographie
Stenton liegt an den Ausläufern der Lammermuir Hills rund zwei Kilometer nördlich des 297 m hohen Deuchrie Dod. 1,5 m südlich befindet sich der Stausee Pressmennan Lake mit dem Waldgebiet Pressmennan Wood. Unweit der Ortschaft verläuft das Sauchet Water, das 1,5 km nördlich mit dem Whittingehame Water zusammenfließt und das Biel Water bildet, das bei Dunbar in den Firth of Forth mündet.

## Klima
|                       | Jan | Feb | Mär | Apr  | Mai  | Jun  | Jul  | Aug  | Sep  | Okt  | Nov | Dez |   |      |
| Mittl. Tagesmax. (°C) | 6,4 | 6,7 | 8,5 | 10,5 | 13,3 | 16,2 | 18,2 | 18,2 | 15,9 | 12,5 | 9,0 | 6,7 | ⌀ | 11,9 |
| Mittl. Tagesmin. (°C) | 1,3 | 1,4 | 2,5 | 3,9  | 6,1  | 9,0  | 10,9 | 10,9 | 9,3  | 6,6  | 3,7 | 1,5 | ⌀ | 5,6  |
|                       |     |     |     |      |      |      |      |      |      |      |     |     |   |      |
| Niederschlag (mm)     | 67  | 47  | 54  | 44   | 51   | 61   | 62   | 62   | 64   | 76   | 71  | 70  | Σ | 729  |
|                       |     |     |     |      |      |      |      |      |      |      |     |     |   |      |
| Sonnenstunden (h/d)   | 1,7 | 2,7 | 3,6 | 4,9  | 6,1  | 5,7  | 5,6  | 5,2  | 4,2  | 3,1  | 2,2 | 1,4 | ⌀ | 3,9  |
|                       |     |     |     |      |      |      |      |      |      |      |     |     |   |      |
| Regentage (d)         | 12  | 9   | 10  | 9    | 10   | 10   | 10   | 10   | 10   | 12   | 12  | 12  | Σ | 126  |

| 1,3 |

| 1,4 |

| 2,5 |

| 3,9 |

| 6,1 |

| 9,0 |

| 10,9 |

| 10,9 |

| 9,3 |

| 6,6 |

| 3,7 |

| 1,5 |

| 1,3 |

| 1,4 |

| 2,5 |

| 3,9 |

| 6,1 |

| 9,0 |

| 10,9 |

| 10,9 |

| 9,3 |

| 6,6 |

| 3,7 |

| 1,5 |